# Heavatar
Heavatar es una banda alemana de power metal.

## Historia
Heavatar fue fundado en 2012 por el fundador de Van Canto, Stefan Schmidt, como un proyecto. El álbum debut, All My Kingdoms, fue lanzado en febrero de 2013 a través de Napalm Records. Jörg Michael actúa como baterista en este álbum. El proyecto también cuenta con el guitarrista Sebastian Scharf y el bajista David Vogt. El mismo Stefan Schmidt toca la guitarra de siete cuerdas y hace la voz principal. Hacky Hackman y Olaf Senkbeil, que ya trabajaban junto a Blind Guardian, fueron los encargados de los arreglos corales. La portada fue realizada por el artista de fantasía Kerem Beyit. La música de la banda contiene motivos clásicos, de compositores como Bach, Beethoven y Paganini, y los incrusta en composiciones de power metal.

## Miembros de la banda
- Stefan Schmidt - guitarra rítmica, voz principal
- Sebastián Scharf - guitarra solista
- David Vogt - bajo
- Jörg Michael – batería

## Discografía
- 2013: Todos mis reinos (Napalm Records)
- 2018: La aniquilación (earMusic)